# Bistrica, Mojkovac
Bistrica este un sat din comuna Mojkovac, Muntenegru. Conform datelor de la recensământul din 2003, localitatea are 152 de locuitori (la recensământul din 1991 erau 172 de locuitori). Se află în apropiere de hotarul cu Serbia.

## Demografie
În satul Bistrica locuiesc 126 de persoane adulte, iar vârsta medie a populației este de 42,8 de ani (39,1 la bărbați și 46,3 la femei). În localitate sunt 49 de gospodării, iar numărul mediu de membri în gospodărie este de 3,10.
Această localitate este populată majoritar de muntenegreni (conform recensământului din 2003).
|  |

| Demografie | Demografie | Demografie |
| An         | Locuitori  | Locuitori  |
| ---------- | ---------- | ---------- |
|            |            |            |
|            |            |            |
|            |            |            |
|            |            |            |
| 1948       | 287        |            |
| 1953       | 331        |            |
| 1961       | 338        |            |
| 1971       | 284        |            |
| 1981       | 179        |            |
| 1991       | 172        | 172        |
| 2003       | 152        | 152        |

| \| Componența etnică conform recensământului din 2003[2] \| Componența etnică conform recensământului din 2003[2] \| Componența etnică conform recensământului din 2003[2] \| Componența etnică conform recensământului din 2003[2] \| Componența etnică conform recensământului din 2003[2] \| \| ----------------------------------------------------- \| ----------------------------------------------------- \| ----------------------------------------------------- \| ----------------------------------------------------- \| ----------------------------------------------------- \| \| \| \| \| \| \| \| Muntenegreni \| Muntenegreni \| \| 124 \| 81,57% \| \| Sârbi \| Sârbi \| \| 28 \| 18,42% \| \| necunoscută \| necunoscută \| \| 0 \| 0% \| |              |  |     |        |
| Componența etnică conform recensământului din 2003 |              |  |     |        |
| |              |  |     |        |
| Muntenegreni | Muntenegreni |  | 124 | 81,57% |
| Sârbi | Sârbi        |  | 28  | 18,42% |
| necunoscută | necunoscută  |  | 0   | 0%     |